# 小田由香
小田 由香（おだ ゆか、 1973年3月15日 - ）は、日本のアイスホッケー選手。ポジションはゴールテンダー。北海道出身。

## 来歴
室蘭市出身。駒澤短期大学卒業。岩倉ペリグリンを引退した後、トヨタシグナスに加入した。
アイスホッケー女子日本代表として、1996年アジア冬季競技大会で銀メダル、1998年の長野オリンピックに出場した。1999年アジア冬季競技大会では銀メダルを獲得した。長野五輪には同じ短大出身の佐藤理絵、尾野聡美も選出された。
2003年2月の第22回全日本女子アイスホッケー選手権大会(A)ではベスト6に選ばれた。同年ラトビアで行われた女子アイスホッケー世界選手権ディビジョンIでは日本の守護神として5戦全勝に貢献した。
2004年の女子アイスホッケー世界選手権の代表にも選ばれた。またトリノオリンピック最終予選日本代表にも選ばれた。